# Geoff Taylor
Geoffrey Seminiano Taylor ( * 26 de mayo de 1986 (38 años), Olongapo), conocido artísticamente como Geoff Taylor, es un cantante, modelo y actor filipino. Fue ex finalista de la Pinoy Dream Academy: Temporada 1 antes de convertirse en ganador de la gran Big Star? junto a Frencheska Farr como la ganadora de la gran mujer.

## Biografía
Taylor nació en la ciudad de Olongapo. Su padre es de origen estadounidense, mientras que su madre es filipina. Antes de ser nombrado como la siguiente estrella masculina en la búsqueda de talento, fue uno de los concursantes de Pinoy ABS-CBN, lo cual fue su sueño formar parte de la Academia: Season 1. Taylor también fue modelo de Cagayan Valley, después de ganar ¿Eres el próximo Big Star?, comenzó en la televisión en un programa llamado guestings shows y junto con su co-ganador, Frencheska Farr. Hizo su aparición en el christmaserye difundida por la red de GMA, Sana Ngayong Pasko. Taylor y Farr también fueron incluidos en la recientemente concluida SOP junto a una banda con Jay BandaOke Perillo. En 2010, Taylor trabaja en dos programas de la red GMA en un nuevo espectáculo de variedades musicales, Pilipinas Partido y la nueva temporada de Daisy Siete, Adán o Eva.

## Filmografía

### Televisión
| Año          | Título                              | Personaje                          | Canal       |
| 2006         | Pinoy Dream Academy: Season 1       | Himself/ Contestant                | ABS-CBN     |
| 2006         | Super Inggo                         | Geoff (The Clan)                   | ABS-CBN     |
| 2009         | Are You the Next Big Star?          | Himself / Winner                   | GMA Network |
| 2009         | Sana Ngayong Pasko                  | Teen Jopet                         | GMA Network |
| 2009-2010    | SOP                                 | Himself / Performer                | GMA Network |
| 2009-2010    | BandaOke: Rock n' Roll to Millions! | Herself / One of the BandaOke band | GMA Network |
| 2010-present | Party Pilipinas                     | Herself / Performer                | GMA Network |
| 2010         | Daisy Siete Season 26: Adam or Eve? | Jeff                               | GMA Network |

## Premios y logros
| Año  | Críticas                   | Categoría              | Resultados |
| 2009 | Are You the Next Big Star? | The Next Male Big Star | Won        |